# Coscinodon humilis
Coscinodon humilis är en bladmossart som beskrevs av Carl August Julius Milde 1864. Coscinodon humilis ingår i släktet Coscinodon och familjen Grimmiaceae. Inga underarter finns listade i Catalogue of Life.